# Morgue et autres poèmes

Morgue et autres poèmes (Morgue und andere Gedichte) est le premier recueil de poèmes publié en mars 1912 par le poète expressionniste Gottfried Benn. Son éditeur, Alfred Richard Meyer (de), le fit distribuer d'abord sous forme de tract et rendit l'auteur célèbre pour ainsi dire du jour au lendemain. En moins d'une semaine, 500 exemplaires ont été vendus. Le recueil a été traduit en français par Alain Bosquet et Pierre Garnier.

## Thèmes et style
Comme le suggère déjà le titre du recueil, les thèmes prédominants de ce cycle de poème sont le corps, la déchéance et la mort. L'originalité réside cependant dans la violence de leur représentation: tantôt en vers libres, tantôt sous forme rimée, l'auteur semble restituer sans embellissement et sans idéalisation des visions issues directement de la morgue ou de la clinique, moyennant un lexique médical, cru et précis.  Le "je" lyrique intervient à peine et décrit des scènes de manière distanciée, voire cynique. Le poème "Appendice" (Blinddarm) par exemple, représente l'opération d'un appendice du point de vue du chirurgien. La maladie devient un véritable élément de style, comme dans le poème "Café nocturne" (Nachtcafé), où les personnages sont désignés, grâce à la synecdoque, uniquement par leurs pathologies.

## Réception
La tonalité morbide et cynique du recueil fit scandale, et choqua des critiques qui estimaient les thèmes abordés comme indignes de l'art poétique. Hans Friedrich écrivit au moment de la publication: "Benn nous présente toutes sortes d'autopsies du corps humains, et témoigne d'une grande connaissance dans ce domaine. Mais écrire quelque chose au sujet de la perversité de ces poèmes, ne relève pas de ma profession de critique littéraire. Je cède ce cas intéressant à des psychiatres. La nouvelle poésie de la capitale (car ce n'est que dans l'air urbain de cette ville que peuvent prospérer de tels rejetons difformes, et qu'on trouve des éditeurs de mauvais goût pour les publier) bourgeonne de fleurs étranges, mais elles empestent la putréfaction".
Il enthousiasma en revanche les défenseurs d'un art nouveau, d'avant-garde, qui se reconnaissaient dans l'expressionnisme, et qui voyaient en Benn un des leurs, comme Ernst Stadler: "Le sentiment est devenu ici objet, réalité, violence des faits. Et même là où la perception sensorielle progresse vers le général, vers le principe dans des mots brefs et ramassés, la vision intérieure semble se joindre sans médiation au processus réel. (...) Celui qui est capable de composer des processus vitaux avec une telle concision et une telle vigueur, et les agrandit en des poèmes pleins d'une destinée, oui, celui-là est un poète." 

## Traduction française
- Morgue und andere Gedichte, Berlin, 1912 Cerveaux, trad. fr. Alain Bosquet, éd. établie par Eryck de Rubercy, Paris, Éditions de la Différence, 122 p., 2006  (ISBN 978-2729116477)